# Sphenomorphus puncticentralis
Sphenomorphus puncticentralis este o specie de șopârle din genul Sphenomorphus, familia Scincidae, descrisă de Iskandar 1994. Conform Catalogue of Life specia Sphenomorphus puncticentralis nu are subspecii cunoscute.